# Szlava Kalisztratovics Metreveli
Szlava Kalisztratovics Metreveli (grúzul: სლავა კალისტრატეს ძე მეტრეველი, oroszul: Слава Калистратович Метревели; Szocsi, 1936. május 30. – Tbiliszi, 1998. január 7.) Európa-bajnok grúz labdarúgó.
A szovjet válogatott tagjaként részt vett az 1960-as és az 1964-es Európa-bajnokságon, illetve az 1962-es, az 1966-os és az 1970-es világbajnokságon.

## Pályafutása

### Klubcsapatban
1955 és 1956 között a Torpedo Gorkij labdarúgója volt. 1956 és 1962 között a Torpedo Moszkvában játszott, melynek tagjaként 1960-ban bajnoki címet szerzett és megnyerte a szovjet labdarúgókupát. 1963 és 1971 között 237 bajnokin lépett pályára a Dinamo Tbiliszi csapatában és 52 alkalommal volt eredményes. 1964-ben újabb bajnoki címet szerzett 

### A válogatottban
1958 és 1970 között 48 alkalommal szerepelt a szovjet válogatottban és 10 gólt szerzett. Tagja volt az 1960-as Európa-bajnokságon győztes válogatott keretének, ahol beválasztották a torna álomcsapatába. Emellett részt vett az 1964-es Európa-bajnokságon, valamint az 1962-es, az 1966-os és az 1970-es világbajnokságon is.

## Sikerei, díjai
Torpedo Moszkva
- Szovjet bajnok (1): 1960
- Szovjet kupa (1): 1960

Dinamo Tbiliszi
- Szovjet bajnok (1): 1964

Szovjetunió
- Európa-bajnok (1): 1960